# Mort a les dunes
Mort a les dunes (títol original en alemany, Dünentod – Ein Nordsee-Krimi) és una sèrie de telefilms de temàtica policíaca alemanya, basada principalment en novel·les de Sven Koch. S'han emès al canal RTL des del 2023 sota la franja «Tödlicher Dienstag». Els papers principals són interpretats per Hendrik Duryn i Pia Micaela Barucki. Les dues primeres pel·lícules s'han doblat i subtitulat al català.
En la trama, la cap de policia Femke Folkmer (Barucki) investiga un cas juntament amb el seu col·lega Tjark Wolf (Duryn) a la zona de la Frísia Oriental. Després de trobar un cadàver a la costa del mar del Nord, tots dos es veuen involucrats en una sèrie de casos d'assassinat.
A principis del 2025 es va anunciar la sortida de Pia Barucki després de set entregues.

## Llista de telefilms
| Núm. | Títol                        | Direcció       | Guió                             | Data d'emissió original |
| ---- | ---------------------------- | -------------- | -------------------------------- | ----------------------- |
| 1    | «La tomba a la platja»       | İsmail Şahin   | Jan Cronauer i Kai-Uwe Hasenheit | 31 de gener de 2023     |
| 2    | «Trampa mortal»              | İsmail Şahin   | Gregor Erler                     | 7 de febrer de 2023     |
| 3    | «Tod auf dem Meer»           | Dominic Müller | Gregor Erler i Kai-Uwe Hasenheit | 23 de gener de 2024     |
| 4    | «Falsches Spiel»             | Dominic Müller | Gregor Erler                     | 30 de gener de 2024     |
| 5    | «Die Frau am Strand»         | Ziska Riemann  | Kai-Uwe Hasenheit                | 6 de febrer de 2024     |
| 6    | «Schatten der Vergangenheit» | Stephan Rick   | Kai-Uwe Hasenheit                | 11 de febrer de 2025    |
| 7    | «Tödliche Geheimnisse»       | Stephan Rick   | Gregor Erler                     | 18 de febrer de 2025    |